# Comité Internacional de los Juegos Mediterráneos
El Comité Internacional de los Juegos Mediterráneos (ICMG) es un organismo internacional deportivo, encargada de organizar las ediciones de los Juegos Mediterráneos.  El ICMG está reconocido por el Comité Olímpico Internacional y que comparte con uno de sus principios fundamentales como la misión de promover el deporte bajo el lema de Espíritu olímpico, como también de brindar la enseñanza de las diferentes disciplinas deportivas, reforzar los valores éticos de la paz y la fraternidad de los países miembros de la organización. Actualmente está integrada por 26 países miembros con sus respectivos comités olímpicos nacionales, es decir, todos los que son limítrofes con el Mar Mediterráneo de África del Norte, Asia de Oriente próximo y sur de Europa, excepto Israel, Palestina y el territorio británico de ultramar de Gibraltar. Los países no ribereños como Andorra, Kosovo, Macedonia, Portugal, Serbia y San Marino son también miembros de la organización y que participan en los Juegos Mediterráneos.
La organización fue fundada en 1948 y la admisión de un Comité Nacional al ICMG fue aprobada por la Asamblea General con una mayoría de dos tercios. Un Comité Nacional que desee presentar su solicitud, debe comunicarse con el presidente del Comité a través de la Secretaría del ICMG. Se ha debatido en varias ocasiones para ampliar la participación en los Juegos a otros países que no son ribereños con el Mar Mediterráneo, pero que si tienen vínculos culturales e históricos como el caso de Portugal. Kosovo ingresó al ICMG el 30 de octubre de 2015. Portugal se convirtió en el estado miembro del ICMG el 13 de octubre de 2017.
Las principales estructuras que integran el CIJM son 3:
- La Asamblea General
- El Comité Ejecutivo
- La oficina ejecutiva
- El presidente del Comité u organización

## Miembros
Actualmente la ICNG está integrada por los siguientes estados participantes en los Juegos Mediterráneos: 
- África: Argelia, Egipto, Libia, Marruecos y Túnez.
- Asia: Líbano, Siria y Turquía.
- Europa: Albania, Andorra, Bosnia-Herzegovina, Chipre, Croacia, Eslovenia, España, Francia, Grecia, Italia, Kosovo, Macedonia del Norte, Malta, Mónaco, Montenegro, Portugal, San Marino y Serbia.